# Hexatoma speciosa
Hexatoma speciosa är en tvåvingeart som först beskrevs av Alexander 1914.  Hexatoma speciosa ingår i släktet Hexatoma och familjen småharkrankar.
Artens utbredningsområde är Guyana. Inga underarter finns listade i Catalogue of Life.